# Ohaba Bistra
Ohaba Bistra a fost o localitate din Banat, inclusă astăzi în orașul Oțelu Roșu, Caraș-Severin.

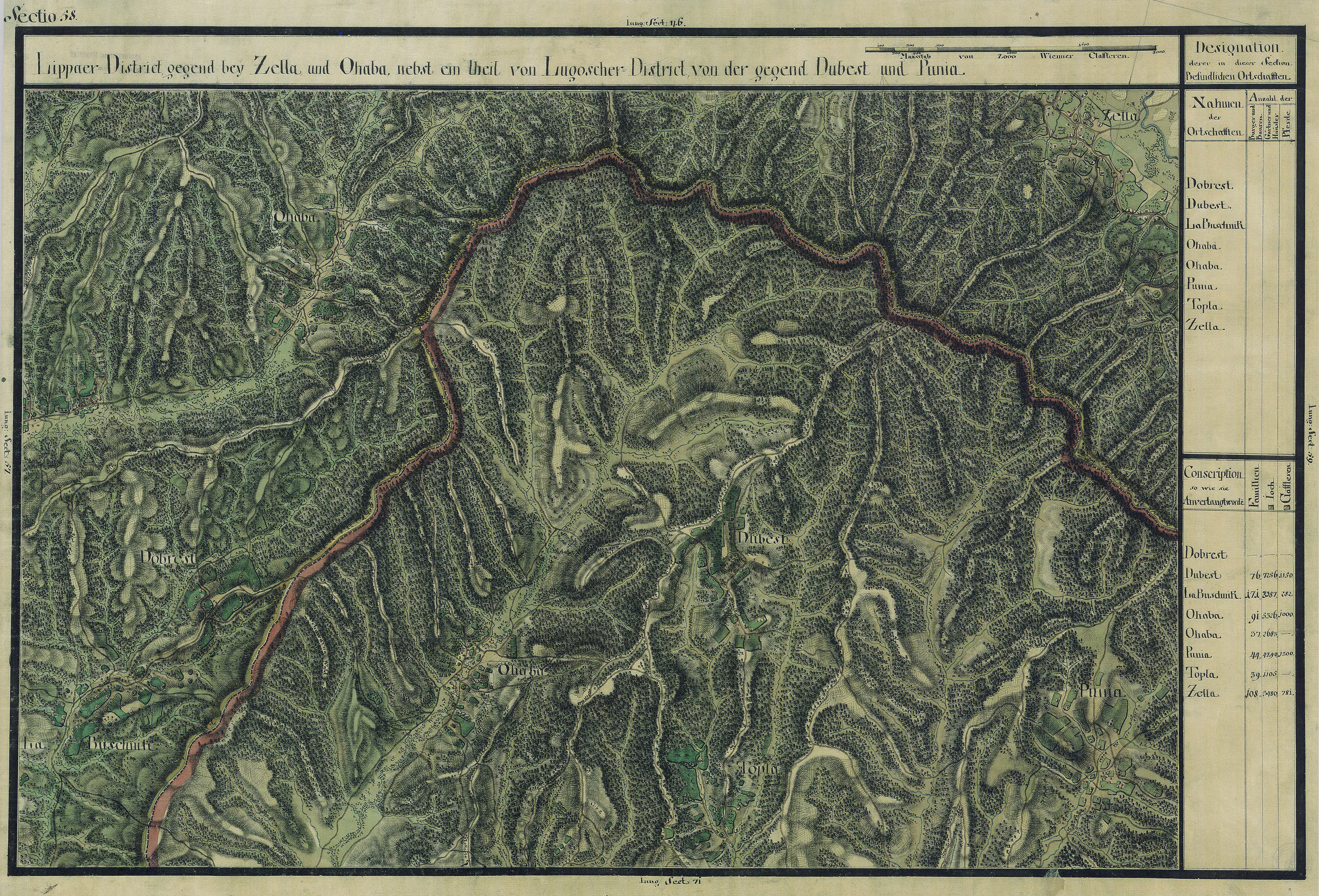
Ohaba Bistra în Harta Iosefină a Banatului, 1769-72

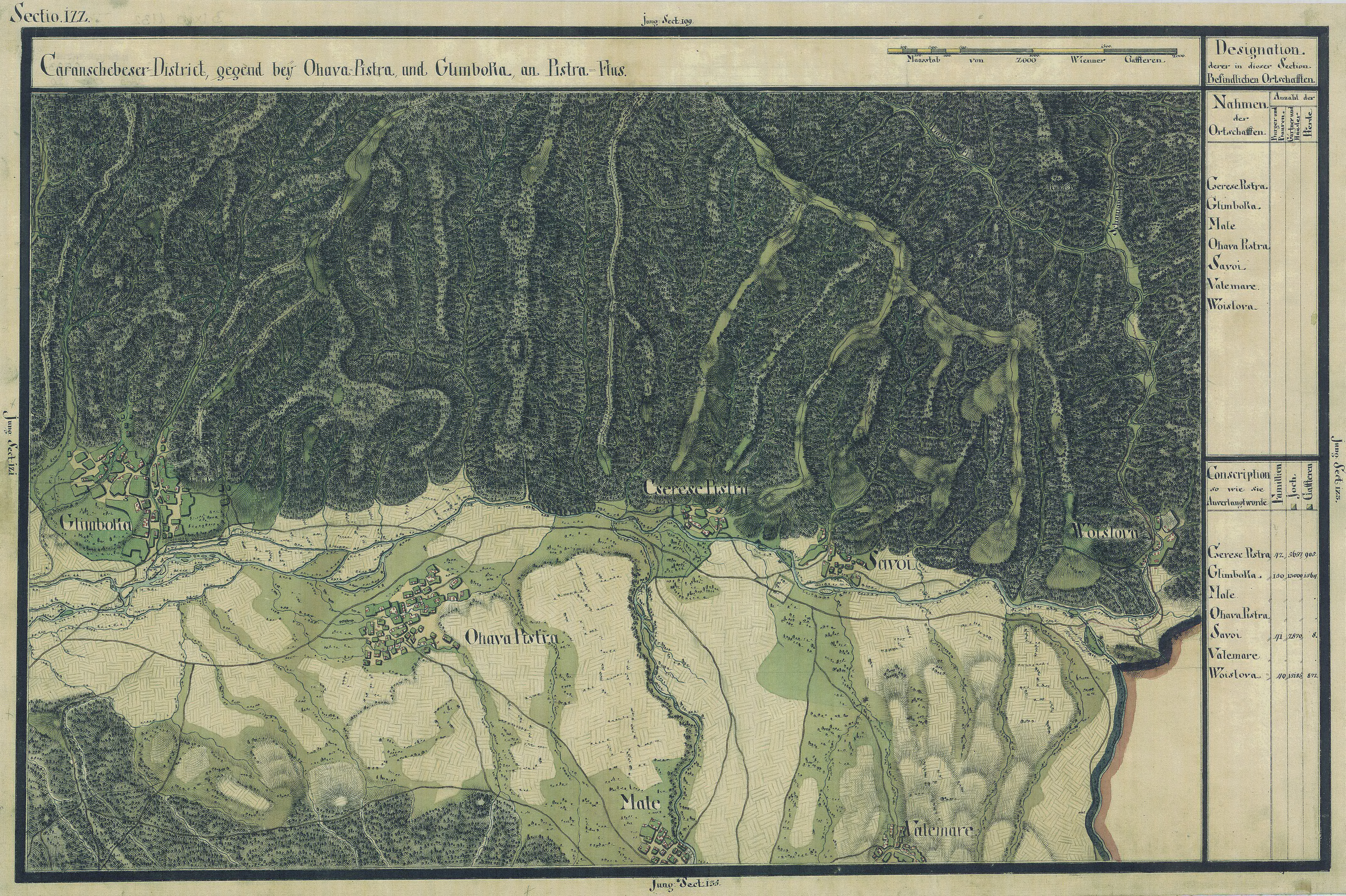
Ohaba Bistra în Harta Iosefină a Banatului, 1769-72